# Kenneth Ross Mackenzie
Kenneth Ross Mackenzie (15 de junio de 1912 - 4 de julio de 2002), fue un físico nuclear estadounidense que, junto con Dale R. Corson y Emilio Segrè, sintetizó el elemento astato, en 1940.

## Formación académica y carrera profesional
MacKenzie recibió su doctorado en el Laboratorio Nacional Lawrence Livermore bajo la dirección de Ernest Lawrence.
Lawrence, MacKenzie, y sus colegas desarrollaron el primer ciclotrón. Él era profesor de física de la Universidad de California - Los Ángeles (UCLA), donde él y Reg Richardson construyeron el primer ciclotrón de la UCLA, y luego un bevatrón.

## Aportaciones científicas
MacKenzie diseñó los cubos de MacKenzie que son fuentes de plasma creados revistiendo las paredes de la cámara de vacío con imanes permanentes de polaridad alterna para eliminar las pérdidas del plasma de electrones, y que son ampliamente utilizados en la actualidad.
Más tarde viajó por todo el mundo, ayudando a solucionar los problemas de los ciclotrones de diferentes países. Más tarde, estudió física del plasma y la materia oscura.